# Festa della Sensa
A Fèsta della Sènsa (olaszul Festa dell'Ascensione, velencei nyelven Sènsa jelentése ugyanaz, mint az olasz Ascensione) Jézus mennybemenetelének az olasz Velencében tartott ünnepe volt, melyet manapság ismét megünnepelnek a városban.
A Velencei Köztársaság két fontos pillanatának állít emléket ez az ünnepnap. Az egyik 1000. május 9., mikor II. Pietro Orseolo dózse megmentette Dalmácia őslakosait a szlávok fenyegetéseitől, egyúttal kiterjesztette a köztársaságot az Adria vidékére, a másik pedig 1177-ben a Velencei békeszerződés megkötése volt, mely az akkori dózse, Sebastiano Ziani, III. Sándor pápa és a Német-római Birodalom akkori uralkodója, Rőtszakállú Frigyes között köttetett.
A Velencei Köztársaságban e napot azzal ünnepelték, hogy a dózse és a tenger házasságának jelképeként a San Nicolò al Lidónál a Bucintoro nevű díszes hajóról a tengerbe vetett egy gyűrűt. Napjainkban a polgármester, a pátriárka és más velencei tisztségviselők követik ezt a hagyományt.